# Jan Kuehnemund
Janice Lynn Kuehnemund dit Jan Kuehnemund (née le 18 novembre 1962 à Saint Paul (Minnesota) et morte d'un cancer le 10 octobre 2013), était la guitariste soliste et membre fondateur du groupe de Glam metal entièrement féminin Vixen.

## Matériel utilisé
Jan Kuehnemund était connue pour sa Super Strat blanche de marque JB Player, en acajou avec un humbucker et deux micros simples et un vibrato de type Floyd Rose.
Elle a aussi une autre guitare JB Player peinte du logo de Vixen avec touche en érable et repères en dents de requin.

## Discographie

### Vixen
- 1988 : Vixen
- 1990 : Rev It Up
- 1998 : Tangerine
- 2006 : Live & Learn
- 2006 : Extended Versions (Live in Sweden)

## Anecdotes
Jan Kuehnemund et tout le line-up original de Vixen a été interviewé en 1987 par Penelope Spheeris pour son film The Decline of Western Civilization Part II: The Metal Years.